# Armando Silvestre
Armando Enrique Ricardo Silvestre Carrascosa (San Diego, California, 28 de enero de 1926-Coronado, California, 3 de junio de 2024), conocido como Armando Silvestre, fue un actor estadounidense.

## Biografía y carrera

### Primeros años
Armando Enrique Ricardo Silvestre Carrascosa nació el 28 de enero de 1926 en San Diego, California. Su padre era un prominente comerciante. Tuvo un hermano llamado Eduardo Silvestre, quién fue fisicoculturista y logró ganar todos los premios posibles en esta actividad física, incluyendo el Mr. Universo realizado en Canadá en 1959, además de participar en algunas películas mexicanas. Estudió en Estados Unidos. Es ahijado de Abelardo L. Rodríguez. Siendo joven, dejó la escuela y se interesó por comenzar a torear, pero se desintereso después de haber sido corneado gravemente por un toro. En su lugar, optó por aficionarse a las carreras de autos deportivos, perteneciendo a la escudería de los Hermanos Rodríguez. Adicionalmente, también se desempeñó en la equitación, buceo, golf y regatas de velero, por las que obtuvo numerosos trofeos. Su tía, la argumentista y escritora María Carrascosa, fue la que le sugirió probar suerte en la actuación, así que inició sus estudios en la escuela de Seki Sano.

### Incursión actoral y consagración

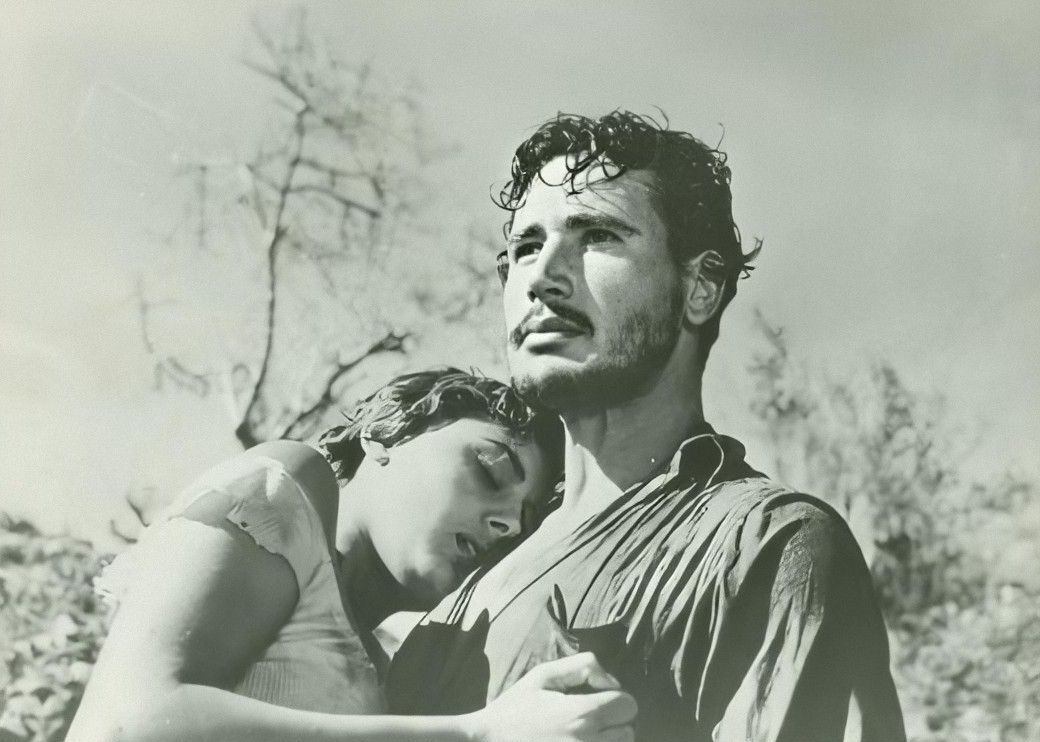
Junto a Rossana Podestà, en La red (1953).

En cine inicia con pequeñas intervenciones en 1945, ayudado por el director español Miguel Morayta; aunque gracias a su espectacular físico en poco tiempo la directora Matilde Landeta le da su primer papel protagónico en la cinta Lola Casanova (1947), al lado de Meche Barba, con quien iniciaría una relación, y la prestigiosa actriz Isabela Corona. Poco después viaja a Chiapas para rodar la cinta Rincón Brujo (1948), y es mientras la filma que inicia un romance con la protagonista Gloria Marin, significativo debido a que ella aún mantenía su relación con Jorge Negrete. Después vendrían sus primeras oportunidades en Hollywood en los films Wyoming Mail (1950), Apache drums (1951), y Mark of the Renegade (1951). A partir de entonces compagina su carrera entre el cine mexicano y de otros países, participando en cintas como Ahí viene Martín Corona (1952) y su continuación El enamorado (1952), La red (1953), ganadora de un premio especial en el festival de Cannes como la mejor película contada en imágenes, Llévame en tus brazos (1954), Historia de un abrigo de mink (1955), La Tierra del Fuego se apaga (1955), Non scherzare con le donne (1955), y La doncella de piedra (1955).

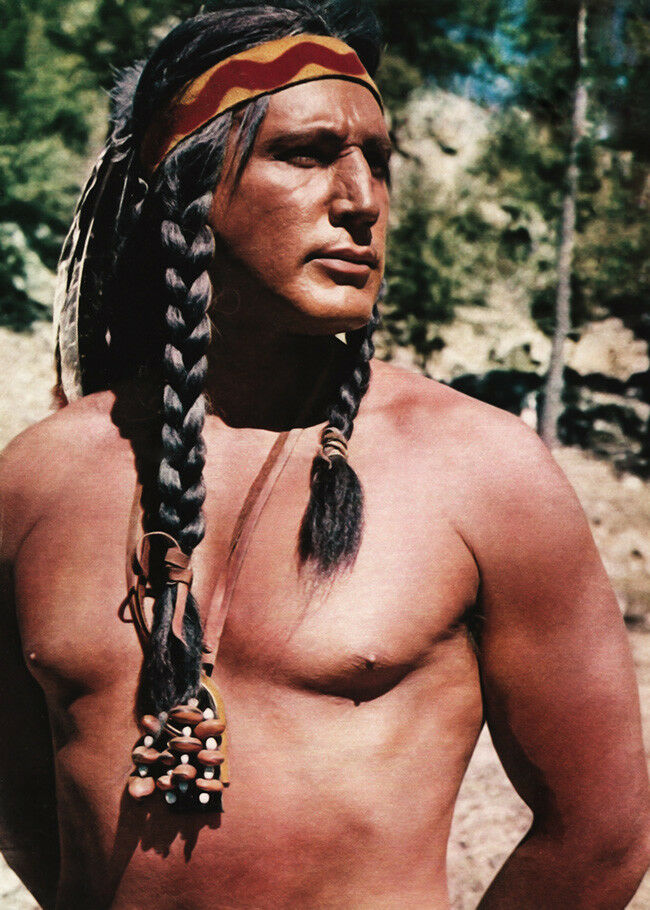
En foto publicitaria para The Scalphunters (1968).

Después de su participación en la cinta de luchadores La sombra vengadora en 1956 los productores empiezan a ver a Armando como una figura idónea para el cine de acción, y es en este tipo de cintas en las que logra el éxito en México. Algunos de los trabajos que consagraron su carrera en esta etapa, incluyen Ladrones de niños (1958), Neutrón el enmascarado (1960), La diligencia de la muerte (1961), Santo contra los zombies (1962), Las luchadoras contra el médico asesino (1962), La conquista del dorado (1965), La recta final (1966), Duelo de pistoleros (1966), La isla de los dinosaurios (1967), y Noche de muerte (1975). En Hollywood filmó películas como Kings of the Sun (1963), The Scalphunters (1968), Two Mules for Sister Sara (1970), y The Children of Sánchez (1978). Paralelamente a su carrera dentro del género de western, grabó otro tipo de historias, entre ellas la cinta de suspenso La puerta (1968), y las comedias Cuernos debajo de la cama (1969) y Las fieras (1969); además de otras cintas como En esta cama nadie duerme (1971), Fe, esperanza y caridad (1974), La choca (1974), Las fuerzas vivas (1975), y Zona Roja (1976).
A la par de su carrera en cine trabaja en la televisión de México y Estados Unidos, país donde participó en la serie La Mujer Maravilla, protagonizada por Lynda Carter. A partir de los años ochenta, su éxito en el cine de acción decae y acepta filmar cintas del cine de ficheras, con títulos como Las cabareteras (1980) y Entre ficheras anda el diablo (1984). En 2010, recibió por parte de la asociación de periodistas cinematográficos de México (PECIME) una Diosa de plata especial por su trayectoria, misma que le fue entregada por la actriz Sasha Montenegro.

### Trabajos posteriores
A mediados de 2011 viajó a Ciudad de México para participar en la película La hija de Moctezuma, estrenada en 2014. El mismo año, trabajó en Telemundo para realizar una participación especial la serie La impostora, protagonizada por Christian Bach.
Entre 2016 y 2017, se transmitió la telenovela Despertar contigo, en la que participó compartiendo créditos con Ela Velden, Daniel Arenas, Aura Cristina Geithner y Christian Chávez.

## Muerte
El 3 de junio de 2024, Silvestre falleció en Coronado, California, a los 98 años de edad.